# Enrique Pérez Herrera
Enrique Pérez Herrera (Zinapécuaro, Michoacán, México; 13 de octubre de 1988) es un ex futbolista mexicano. Jugaba como Lateral derecho y su último equipo fue el extinto Tiburones Rojos de Veracruz de la Liga MX.

## Trayectoria
Es surgido de las Fuerzas Básicas del Club Atlético Monarcas Morelia y había estado en la filial de este el Mérida FC hasta que en el 2009 recibe la oportunidad de unirse al primer equipo gracias a Luis Fernando Tena quien lo debutó en el InterLiga 2009 pero no debutaría en el máximo circuito sino hasta la última jornada del Apertura 2009 bajo el mando de Tomás Boy.
Debutó en la Primera División de México el día 14 de noviembre en la cancha del Estadio Tecnológico de la ciudad de Monterrey en un partido entre Monarcas Morelia contra los Rayados de Monterrey y que terminó en empate a 1 .
A la partida de Marvin Cabrera del equipo se convirtió en titular indiscutible por la banda derecha aunque actualmente juega como defensa central al lado de Joel Huiqui.
Durante el torneo clausura 2014, fue jugador del Atlas, por pedido de Tomás Boy
Regresa al club que lo vio nacer en la temporada 2015-16, formando parte del equipo que logró la permanencia en Primera División.
Para el torneo de Clausura 2018, es transferido de forma temporal a los Cafetaleros de Tapachula.

## Selección nacional
El 20 de febrero de 2012 fue convocado por José Manuel de la Torre para los partidos amistosos contra Colombia, y el 29 de febrero de 2012 debutó con la Selección en el juego contra Colombia perdiendo 0-2, pero teniendo una gran actuación. 
El 9 de agosto de 2012 volvió a ser convocado al Partido amistoso contra Estados Unidos esta vez jugando los 90 minutos pero perdiendo 0-1 en el Estadio Azteca.

## Clubes
| Club                        | País   | Año             |
| --------------------------- | ------ | --------------- |
| Monarcas Morelia            | México | 2009 - 2013     |
| Atlas de Guadalajara        | México | 2014 - 2015     |
| Monarcas Morelia            | México | 2015 - 2017     |
| Cafetaleros de Tapachula    | México | 2018            |
| Tiburones Rojos de Veracruz | México | 2018 - Presente |

### Estadísticas
| Monarcas Morelia · México |               |               |     |   |    |    |    |     |     |   |
| 1ª | 2008–09       | -             | -   | - | -  | 1  | 0  | 1   | 0   |   |
| 1ª | 2009–10       | 10            | 0   | - | -  | 4  | 0  | 14  | 0   |   |
| 1ª | 2010–11       | 42            | 0   | - | -  | 5  | 0  | 47  | 0   |   |
| 1ª | 2011–12       | 39            | 0   | - | -  | 6  | 0  | 45  | 0   |   |
| 1ª | 2012–13       | 35            | 1   | 1 | 0  | -  | -  | 36  | 1   |   |
| 1ª | AP 2013       | 17            | 2   | - | -  | -  | -  | 17  | 2   |   |
| Total club | Total club    | 141           | 3   | 1 | 0  | 16 | 0  | 158 | 3   |   |
| Club Atlas de Guadalajara · México |               |               |     |   |    |    |    |     |     |   |
| 1ª | CL 2014       | 17            | 0   | - | -  | -  | -  | 17  | 0   |   |
| 1ª | 2014–15       | 38            | 3   | 2 | 0  | 6  | 0  | 46  | 3   |   |
| Total club | Total club    | 55            | 3   | 2 | 0  | 6  | 0  | 63  | 3   |   |
| Monarcas Morelia · México |               |               |     |   |    |    |    |     |     |   |
| 1ª | 2015–16       | 26            | 1   | 3 | 0  | -  | -  | 29  | 1   |   |
| 1ª | 2016–17       | 32            | 1   | 2 | 0  | -  | -  | 34  | 1   |   |
| 1ª | 2017          | 8             | 0   | 3 | 0  | -  | -  | 11  | 0   |   |
| Total club | Total club    | 66            | 2   | 8 | 0  | -  | -  | 74  | 2   |   |
| Cafetaleros de Tapachula · México |               |               |     |   |    |    |    |     |     |   |
| 2ª | 2018          | 16            | 0   | - | -  | -  | -  | 16  | 0   |   |
| Total club | Total club    | 16            | 0   | 0 | 0  | 0  | 0  | 16  | 0   |   |
| C. Tiburones · México |               |               |     |   |    |    |    |     |     |   |
| 1ª | 2018-19       | 4             | 0   | 3 | 0  | -  | -  | 7   | 0   |   |
| Total club | Total club    | 4             | 0   | 3 | 0  | 0  | 0  | 7   | 0   |   |
| Total carrera | Total carrera | Total carrera | 282 | 8 | 14 | 0  | 22 | 0   | 318 | 8 |
| (1)Incluye datos de la Copa México, Supercopa de México (2012-13, 2014-15, 2015-16). (2)Incluye datos de la Concacaf Liga de Campeones (2011-12), InterLiga (2009), Copa Libertadores de América (2010,2014,) |               |               |     |   |    |    |    |     |     |   |

## Palmarés

### Campeonatos nacionales
| Título                  | Club        | País   | Año           |
| ----------------------- | ----------- | ------ | ------------- |
| 2.Ascenso MX            | Cafetaleros | México | Clausura 2018 |
| Final Temporada 2017-18 | Cafetaleros | México | 2018          |

### Copas internacionales
| Título                   | Equipo           | Sede           | Año  |
| ------------------------ | ---------------- | -------------- | ---- |
| SuperLiga Norteamericana | Monarcas Morelia | Estados Unidos | 2010 |

### Copas nacionales
| Título  | Equipo           | Sede   | Año  |
| ------- | ---------------- | ------ | ---- |
| Copa Mx | Monarcas Morelia | México | 2013 |